# Ройер, Мишель
Мишель Рене Ройер-Джефферсон (англ. Michelle Renee Royer-Jefferson; род. 5 января 1966 года) — американская телеведущая, модель и фотомодель; победительница конкурса красоты «Мисс США 1987».

## Биография
Выросла в Келлере, штат Техас. Посещала Keller High School, где она активно участвовала в программе школьных групп, выступая в качестве барабанщика. Она продолжила своё образование в Texas Wesleyan University. Она дочь продавца, который часто менял работу.

## Мисс США
Завоевала титул Мисс Техас и представляла штат на национальном конкурсе красоты Мисс США, где стала победительницей. Стала третьей из пяти победительниц представлявшие штат Техас.

## Мисс Вселенная
На международном конкурсе Мисс Вселенная, в предварительном конкурсе, Мишель Ройер стала первой, второй в полуфинальном интервью, третьей в выходе купальнике и третьей в выходе в вечерних платьях. Закончила конкурс Второй Вице Мисс.

## После конкурсов красоты
Вышла замуж за Дональда "Banana Don" Джефферсона, ведущий утреннего эфира WITL-FM в Лансинг, штат Мичиган. Познакомились, когда она остановилась в Питтсбурге, во время выступления вскоре после её победы на национальном конкурсе. Присоединилась к супругу, как второй ведущий утреннего эфира WSHH. В браке родились двое детей.